# Andy Wolf (Moderator)
Andy Wolf (geboren 1968 in Wettingen) ist ein Schweizer Radiomoderator und Unternehmer aus der Zentralschweiz.

## Leben und Wirken
Wolf absolvierte eine kaufmännische Ausbildung und zog anschliessend nach Luzern. Es folgte eine erste Anstellung beim Radio in der Werbeabteilung von Radio Pilatus. Nach drei Jahren und durch den Abschied von DJ Bobo wurde er Moderator bei Radio Pilatus und Sportchef bei Radio Argovia. 2001 erlangte er Bekanntheit durch seine eigene Morgenshow Andyamo.
Nach seinem Weggang bei Radio Pilatus im Jahr 2014 gründete Wolf sein eigenes Unternehmen Andy Wolf, Moderation & Medien für die Bereiche Eventplanung, Moderation, Medien und Schulung von Auftrittskompetenz. Zusätzlich bietet er Workshops im Bereich Social Media Marketing an. Er arbeitete für verschiedene Radiostationen, TV-Formate (LiveRan bei Sat. 1 Schweiz) und Internet-TV und bietet auch Medientrainings für Privatpersonen, Unternehmen, Sportler und Politiker an.
Wolf ist auch als DJ tätig und ist Inhaber des Party-Labels Ibiza por Favor, das sich hauptsächlich auf Songs aus den 1980er/1990er Jahren gemischt mit Afro House konzentriert.
Er war Mitbegründer des Luzerner Business-Netzwerks B.Candy. Das Online-Format Talk mit rief Wolf zusammen mit Severin Parnitzki ins Leben. In den Gesprächen treffen sie Gäste aus Wirtschaft, Politik, Sport und Unterhaltung, die ebenfalls einen Bezug zur Zentralschweiz haben.
Zuletzt moderierte Wolf wieder seine wöchentliche Show Andyamo am Samstag bei Radio Pilatus. Mittlerweile arbeitet er bei Radio Lozärn.
Wolf ist verheiratet und hat zwei Kinder.